# Pani Corona
La Pani Corona è una struttura geologica della superficie di Venere.